# Józsefvárosi pályaudvar (Budapest)
A Józsefvárosi pályaudvar Budapest egyik fejállomása volt a VIII. kerületben, a Fiumei úton. A Magyar Államvasutak első saját pesti fejpályaudvaraként nyílt meg 1867-ben, forgalma a 2005-ös menetrendváltással szűnt meg. Eredetileg teherforgalmat, majd elsősorban észak felé közlekedő személyforgalmat szolgált ki. Épületeinek egy része máig áll, a helyére épített Sorsok Háza múzeum megnyitása évek óta várat magára.

## Története
A MÁV első pályaudvara volt, amelyet a társaság elődjének államosításakor, 1867-ben adtak át a forgalomnak. Az első neve a Losonci pályaudvar volt, 1882-ben már Budapest, majd az 1900-as évek elejétől Északi pályaudvarnak nevezték. 1867–1885 között az államvasutak budapesti főpályaudvaraként működött, ezt követően adta át a helyét a szintén a VIII. kerületben épült, nagyobb, korszerűbb Keleti pályaudvarnak.
Még a MÁV elődje, az Északi Vasút kezdte el építeni, elsősorban áruszállítási célokra. Tisza Lajos miniszter már 1872-ben előterjesztést készített a személyforgalom eltereléséről és a pályaudvar „árupályaudvarrá” alakításáról. A reprezentatív MÁV Központi Pályaudvar (a mai Keleti) 1884-es megnyitását követően 1885–1936 között kizárólag teherpályaudvarként működött. Ezt követően a Keleti pályaudvart kisegítve, személyszállítási funkciókat is ellátva üzemelt évtizedeken át. A második és harmadik vágány között húzódó perontető az 1950-es években épült. Az 1990-es években a Budapest belső városrészeiről eltűnő ipar, a hanyatló áruforgalom megpecsételte a sorsát. A teherforgalom 2003 óta Soroksár-Terminál állomásra érkezik, a személyvonatok pedig 2005. december 11-étől a Keleti pályaudvarra és Kőbánya-Kispest állomásra futnak be. Az utolsó személyvonat 10-én este 19:40-kor gördült ki a pályaudvarról Kunszentmiklós-Tass felé.
A Kőbányai út északi oldalán 1993-2014 között üzemelt, a feketekereskedelméről elhíresült Négy Tigris piacról az árusok jelentős része az út déli oldalán elterülő egykori Ganz–MÁVAG gyártelep 1988 óta kiürült üzemcsarnokaiba költözött át. 2021 végén megkezdték a pályaudvar megmaradt romos épületeinek és vágányainak teljes felszámolását.

## Jelene
A pályaudvaron 2014 tavaszára Sorsok Háza néven holokauszttal kapcsolatos oktatási és emlékközpontot tervezett nyitni a kormány. 2012-2014 között ugyan megvalósult a beruházás, de az emlékhellyé átépített felvételi épületet azóta sem adták át.
A pályaudvar vasúti területének hasznosítására számos terv született, többek közt strandfürdőt és sportközpontot (Sándor Károly Labdarúgó Akadémia új utánpótlás-nevelési központja) is terveztek a helyére. Bár a labdarúgó akadémia központjára kihirdetett közbeszerzés sikeresen lezárult, 2023. szeptember 5-én a kormány több más beruházással együtt visszavonta. (2023-ban adták át a sportközpontot.)
A vágányhálózatot és felsővezetéket már régen elbontották, 2021-ben mégis személyzet nélküli állomásként volt nyilvántartva, a kiszolgálása a bejárati váltókörzet maradványáig Ferencváros felől az összekötő vágányon vagy Kőbánya felső felől lehetséges, külön végrehajtási utasítás alapján[mikor?].

## Tömegközlekedés

### Autóbusz
- 9, 217E, 909, 909A

### Trolibusz
- 72

### Villamos
- 23, 24, 28, 28A, 37, 37A, 62